# 2400 A.D.
2400 A.D. est un jeu vidéo de rôle développé et édité par Origin Systems, sorti en 1987 sur DOS et Apple II.

## Accueil
- The Games Machine : 53 % (DOS)[1]